# Quinto Volúsio Saturnino (cônsul em 56)
Quinto Volúsio Saturnino (em latim: Quintus Volusius Saturninus; 25–69 (44 anos)) foi um senador romano eleito cônsul em 56 com Públio Cornélio Cipião. Era neto de Lúcio Volúsio Saturnino, cônsul sufecto em 12 a.C., e filho de Lúcio Volúsio Saturnino, cônsul sufecto em 3. Seu pai recebeu um funeral de estado durante o reinado de Nero. O pontífice Lúcio Volúsio Saturnino era seu irmão mais velho e Volúsia Cornélia, sua irmã.

## Carreira
A partir de evidências epigráficas de 40 até 60, sua família era proprietária de um columbário na Via Ápia. Tácito o descreve como um homem de "status aristocrático".
Depois de seu consulado, em 56, Saturnino foi admitido em alguns dos mais prestigiosos colégios romanos: sodais augustais, sodais tícios e os irmãos arvais. Em 61, Saturnino foi nomeado governador da Gália Bélgica e ficou responsável pela realização de um censo na Gália entre 61 e 63 com Tito Sêxtio Africano e Marco Trebélio Máximo. Saturnino e Africano eram rivais e ambos detestavam Trebélio, que se aproveitou da rivalidade entre os dois para conseguir obter melhores resultados. Com base nas evidências epigráficas, os Hórreos Volusianos foram construídos por seu avô ou pelo próprio Saturnino.

## Família
Saturnino se casou com uma romana chamada Nônia Torquata. Os dois eram parentes distantes pois um ancestral paterno dela, Lúcio Nônio Asprenas, cônsul em 36 a.C., teve uma filha chamada Nônia Pola que se casou com avô de Saturnino, o cônsul sufecto em 12 a.C.. Os dois tiveram  pelo menos quatro filhos: Lúcio Volúsio Saturnino, cônsul em 87, Quinto Volúsio Saturnino, cônsul em 92, Volúsia Torquata, esposa de Tito Sêxtio Mágio Laterano, cônsul em 94, e Volúsia Cornélia.